# Saropogon longicornis
Saropogon longicornis là một loài ruồi trong họ Asilidae. Saropogon longicornis được Macquart miêu tả năm 1838. Loài này phân bố ở vùng Cổ Bắc giới.